# Rolling Star
Rolling Star is de achtste single van de Japanse singer-songwriter YUI. Rolling star werd ongeveer 169.277 keer verkocht en bereikte de vierde plek op de Japanse Oricon-hitlijst.
Rolling star werd net als Life gebruikt in de anime Bleach. Het nummer heeft een steviger geluid dan de meeste andere nummers van YUI.